# Höllische Nachbarn – Nur Frauen sind schlimmer
Höllische Nachbarn – Nur Frauen sind schlimmer ist eine deutsche Fernsehfilmkomödie aus dem Jahr 2000, die am 1. April 2000 zum ersten Mal auf RTL Television ausgestrahlt wurde. Es ist die Fortsetzung des Films Höllische Nachbarn (1998).

## Handlung
Nach ihrem Krieg gegen die Bucks sind die Falkners ruiniert. Sie müssen ihr Haus verlassen und werden von Rudis altem Schulfreund Schober in einem heruntergekommenen Mietshaus einquartiert. Die Wohnung entpuppt sich als Albtraum und ist wie das gesamte Haus stark renovierungsbedürftig. Was die Falkners nicht wissen, ist, dass direkt neben ihnen ihre alte Nachbarin Katharina Buck lebt, die jetzt von Ingo (der sich im Ausland vor dem Finanzamt versteckt) getrennt lebt und ihren Sohn nicht sehen darf. Diese ist der festen Überzeugung, dass die Falkners schuld an ihrer Lage sind.
Als Meike die Nachbarn begrüßen will, sieht sie entsetzt Katharina in der Wohnung stehen. Auch Rudi ist davon so entsetzt, dass er die Waschmaschine, die er und Nachbar Florian gerade raufgetragen haben, auf den mürrischen Hausmeister Volker Kowalski fallen lässt. Rudi und Katharina stellen daraufhin Schober zur Rede, der seine Unwissenheit beteuert. Katharina will sich währenddessen einen neuen, 'reichen' Mann suchen und lernt über eine Kontaktanzeige den Millionär Gernot kennen, vor dem sie angibt reich zu sein. Meike währenddessen will in einem leerstehenden Laden in der Nähe des Hauses ein eigenes Bistro eröffnen, um somit einen Neuanfang für die Familie zu erreichen.
Später erfährt Meike von Katharinas Beziehung zu Gernot und lässt sie mit einem Trick auffliegen. Katharina ist daraufhin so erzürnt, dass sie bei der Eröffnung von Meikes Bistro Kakerlaken im Buffet aussetzt. Meike droht nun das Ende. Aus Rache setzen die beiden Katharinas Wohnung unter Wasser. Bei der Aktion entsteht auch in den anderen Wohnungen und am Haus selbst ein hoher Sachschaden. Als zwei andere Hausbewohner schwer verletzt werden, kommen Meike und Katharina schließlich zur Vernunft.
Schober will das Haus nun abreißen lassen. Meike und Katharina finden heraus, dass Schober sie absichtlich nebeneinandergesetzt hat, damit diese ihm einen Grund liefern, das alte Haus abreißen zu lassen. Durch einige Kacheln, die sie hinter dem Putz im Hausflur gefunden haben, können sie das Amt für Denkmalschutz einschalten und den Abriss verhindern. Am Ende vertragen sich die beiden Frauen, und Katharina kommt wieder mit Gernot zusammen, dem ihre Armut nichts ausmacht.

## Kritik
„Turbulente (Fernseh-)Komödie, die Alltagszwistigkeiten satirisch zu überhöhen versucht.“

## Sonstiges
Obwohl es sich um eine direkte Fortsetzung handelt, die unmittelbar nach den Ereignissen des ersten Films spielt, gibt es einige Unterschiede zwischen den Filmen. So haben die Falkners im ersten Film drei, in der Fortsetzung aber nur zwei Kinder. Rudi, der im ersten Film als freiberuflicher Programmierer arbeitet, ist in diesem Film arbeitslos.
Im gleichen Jahr erschien eine weitere Fortsetzung: Höllische Nachbarn – Chaos im Hotel.